# Tullio
Tullio ist ein italienischer männlicher Vorname, abgeleitet vom römischen Familiennamen Tullius, der sich seinerseits möglicherweise aus dem früh ausgestorbenen Praenomen Tullus bildete. Auf Spanisch existiert der Vorname in der Form Tulio, auf Portugiesisch als Túlio. Als Familienname tritt Tullio selten auf.

## Namensträger Vorname

### Form Tullio
- Tullio Altamura (1924–2005), italienischer Schauspieler
- Francesco Tullio Altan (* 1942), italienischer Comiczeichner
- Tullio Campagnolo (1901–1983), italienischer Radsportler und Unternehmer
- Tullio Cianetti (1899–1976), italienischer Politiker und Gewerkschaftsführer
- Tullio Crali (1910–2000), italienischer Maler des Futurismus
- Tullio De Mauro (1932–2017), italienischer Linguist und Politiker
- Marco Tullio Giordana (* 1950), italienischer Regisseur und Drehbuchautor
- Tullio Kezich (1928–2009), italienischer Filmkritiker, Autor und Dramaturg
- Tullio Lanese (1947–2025), italienischer Fußballschiedsrichter und -funktionär
- Tullio Levi-Civita (1873–1941), italienischer Mathematiker
- Tullio Lombardo (~1455–1532), italienischer Bildhauer und Architekt
- Tullio Odorizzi (1903–1991), italienischer Politiker
- Tullio Pinelli (1908–2009), italienischer Schriftsteller und Drehbuchautor
- Tullio Regge (1931–2014), italienischer Physiker
- Tullio Serafin (1878–1968), italienischer Dirigent
- Tullio Treves (* 1942), italienischer Jurist
- Tullio Vinay (1909–1996), italienischer Pfarrer, Theologe und Politiker

### Form Tulio
- Tulio Manuel Chirivella Varela (1932–2021), venezolanischer Geistlicher, Erzbischof von Barquisimeto
- Tulio Demicheli (1914–1992), argentinischer Filmregisseur und Drehbuchautor
- Tulio Duque Gutiérrez (* 1935), kolumbianischer römisch-katholischer Bischof
- Tulio Quiñones (* 19**), costa-ricanisch-peruanischer Fußballspieler
- Marcus Tulio Tanaka (* 1981), brasilianisch-japanischer Fußballspieler Tulio

### Form Túlio
- Túlio de Melo (* 1985), brasilianischer Fußballspieler
- Túlio Maravilha (* 1969), brasilianischer Fußballspieler

## Namensträger Familienname
- Francesco Antonio Tullio (1660–1737), italienischer Librettist
- Marco Túlio (Fußballspieler, März 1998) (Marco Túlio Oliveira Lemos, * 1998), brasilianischer Fußballspieler
- Marco Túlio (Fußballspieler, Mai 1998) (Marco Túlio de Paula Medeiros, * 1998), brasilianischer Fußballspieler
- Marco Tulio Lopes Silva (* 1981), brasilianischer Fußballspieler

## Weiteres
- Tullio-Phänomen, durch Schalleinwirkung ausgelöste Symptome